# John William Inchbold

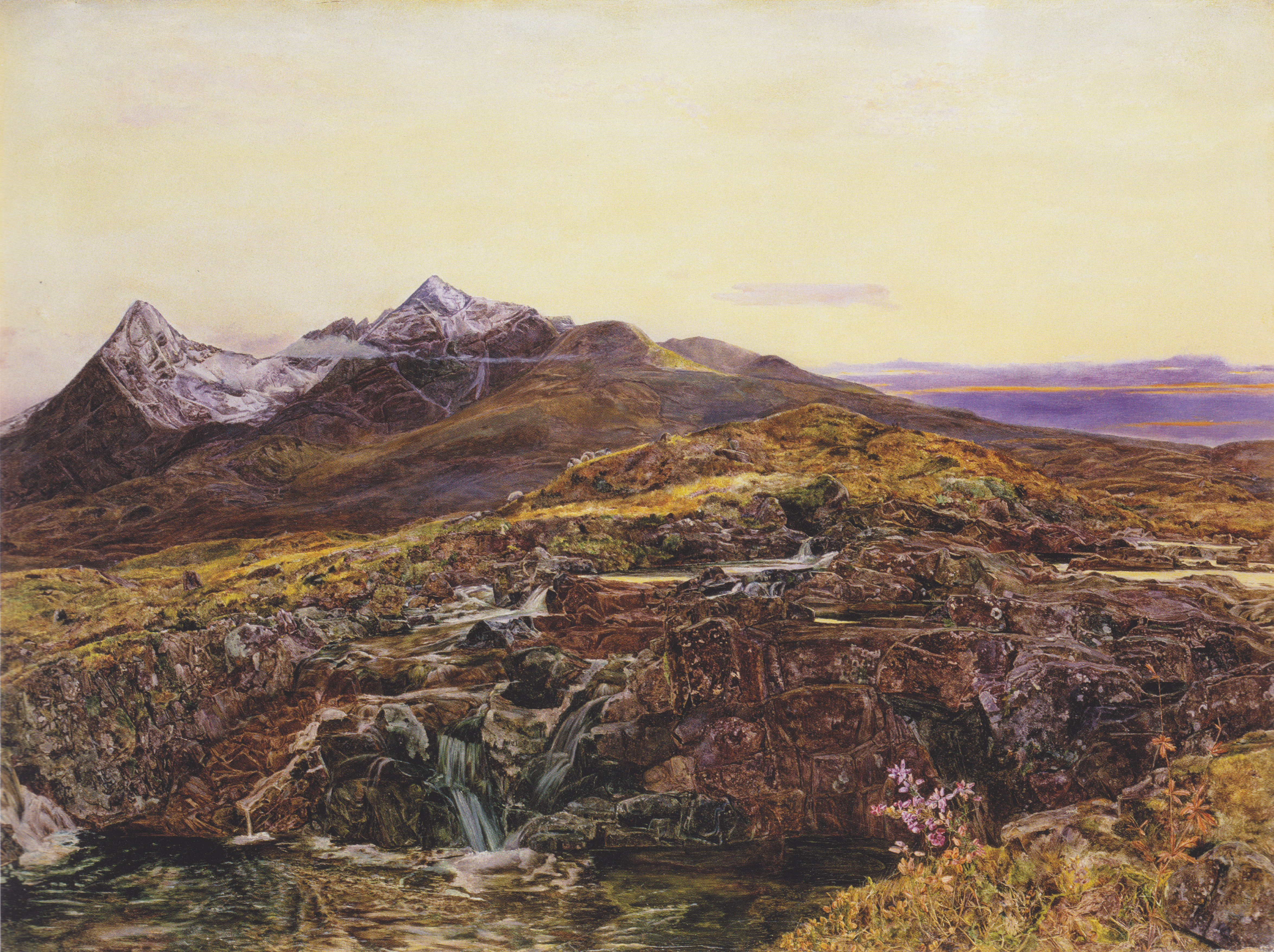
Cuillin Ridge, Isle of Skye, 1856

John William Inchbold (* 29. August 1830 in Leeds, Yorkshire; † 23. Januar 1888 in Headingley, Leeds) war ein englischer, vom Stil der Präraffaeliten beeinflusster Maler.
Seinen ersten Zeichenunterricht erhielt Inchbold in seiner Geburtsstadt. Er ging dann aber nach London und arbeitete als Zeichner im lithografischen Institut von Day and Haghe. Dort führte ihn der belgische Lithograf Louis Haghe an die Aquarellmalerei heran. 1847 begann Inchbold schließlich ein Studium an der Royal Academy of Arts.
Am Anfang der professionellen Karriere Inchbolds stand eine Sammlung von Aquarellen, mit denen er sich im Winter 1849/50 an der Ausstellung der Society of British Artists beteiligte. Der Stil dieser frühen, in London und an der Themse entstandenen Bilder war leicht und stimmungsvoll wie die Ansichten von Venedig, die William Turner 1819 veröffentlicht hatte. Im Weiteren wurde Inchbold von John Ruskin beeinflusst, durch den er Kontakt zu William Michael Rossetti und der Künstlervereinigung der Präraffaeliten bekam. Auch wurde er in dieser Zeit von Ruskin dahingehend ermuntert, Berglandschaften zu malen. Eine von Inchbold 1852 in der Royal Academy ausgestellte Arbeit pries Rossetti bereits als rühmenswertes Beispiel der aufkommenden präraffaelitischen Landschaftsmalerei.
Von 1869 an war Inchold in finanziellen Schwierigkeiten, und seine Existenz wurde zunehmend unsicher. So verließ er London und lebte ab 1877 in Montreux am Genfersee. Fast alle seine späteren Werke waren Schweizer Ansichten.